# Nematogenys inermis
Nematogenys inermis es una especie de peces de Chile de la familia Nematogenyidae aunque aún se sugiera que bien puede corresponder a una subfamilia ancestral de Trichomycteridae o corresponder al grupo fundador de esta última familia en el orden de los Siluriformes.Se trata de un género monotípico, y endémico, sugestivamente vicario, que posee características primitivas dentro del orden como lo son tres pares de Barbillas y opérculos y subopérculos sin espinas y algunos rasgos craneales (Chang1975MNHN). El aislamiento geográfico del territorio Chileno, en relación con el resto del neotrópico sugiere su posible vicarianza.Los datos moleculares han validado en plenitud la posición expuesta y definitivamente esta especie a "mostrado una posición inesperada en el cladograma" en relación con el resto de familias sudamericanas y evidenciando cierta relación con trichomycteridae. Se señala además el descubrimiento de "Nematogenys cuivi" para el mioceno de Chile central,"formación cura mallín" (Rubilar 1998). Nematogenydae es clado hermano de Callichthyidae, Scoloplacidae, Astroblepidae, y Loricariidae. Se trata de un fósil viviente taxonómicamente aislado y además único como especie.

## Morfología
Sus ojos son pequeños y se encuentran muy separados uno del otro. Presenta sólo una aleta dorsal, cuya base es angosta e inserta sobre las aletas pélvicas. La aleta anal es francamente distal al ano y está separada de las aletas pélvicas. La aleta caudal es grande y su borde es redondeado.El pedúnculo caudal ancho y comprimido, alto y grueso dorsalmente.Su Cabeza es aplastada dorsoventralmente. Dorsalmente presenta un evidente surco longitudinal entre ambas mitades de la musculatura epiaxial, En vista superior, el cuerpo se vuelve más delgado a medida en que se avanza hacia la región caudal,"cual es el esbozo común para la mayoría de los peces gato". Presenta una amplia boca con gran cantidad de dientecillos . Presenta tres pares de barbillas, maxilares, nasal y mentoniana, siendo el único siluro Chileno que presenta esta característica. (Ruiz, 1993).
Los machos pueden llegar alcanzar los 40,7 cm de longitud total.

## Hábitat
Es un pez de agua dulce y de clima templado.

## Distribución geográfica
Se encuentra en Chile: antiguamente se encontraba entre las ciudades de Valparaíso al norte y Osorno en el sur, pero hoy en día su distribución está restringida a unos pocos lugares de las regiones de Concepción, Rancagua (estero Angostura) y Angol.